# Mauro Meacci
Mauro Meacci OSB (Pisa, 4 de novembro de 1955) é um monge beneditino italiano e abade da Abadia Territorial de Subiaco.

## Biografia
Mauro Meacci ingressou na ordem beneditina e foi ordenado sacerdote em 11 de julho de 1988. Foi eleito abade de Subiaco em 10 de fevereiro de 1996.
Depois de se formar no ensino médio científico, ele se matriculou na Faculdade de Medicina e Cirurgia da Universidade de Pisa.
Em 2 de janeiro de 1980, aos 25 anos, ingressou no Mosteiro de Santa Escolástica de Subiaco como postulante. Em 30 de novembro do mesmo ano vestiu o hábito monástico para iniciar o ano canônico no noviciado, fazendo os votos temporários em 28 de dezembro de 1981 e os votos perpétuos em 1985 com a profissão solene.
Depois de ter concluído seus estudos filosófico-teológicos no Pontifício Colégio Leoniano de Anagni em 11 de julho de 1987, foi ordenado diácono, enquanto em 11 de junho de 1988 recebeu a ordenação sacerdotal. Em junho de 1991 obteve a licenciatura em teologia sacramental na Pontifícia Universidade de Sant'Anselmo, em Roma, ao mesmo tempo que frequentava cursos na Faculdade Valdense de Teologia. Posteriormente foi nomeado membro do Conselho Provincial do Abade visitante da Congregação Sublacense. Retornando ao Mosteiro de Santa Escolástica em 1993, foi nomeado mestre de noviços e prefeito de clérigos, cuidando também da hospedaria.
Em 21 de dezembro de 1995 foi eleito abade ordinário de Subiaco, a comunidade monástica mais antiga da família beneditina: uma "grande tradição" da qual Dom Meacci se define como "o herdeiro". Em 10 de fevereiro de 1996, o Papa João Paulo II confirmou sua eleição. Em julho de 1999, por ocasião dos 1500 anos desde que São Bento deu à luz o mosteiro de Subiaco, o Pontífice enviou-lhe uma mensagem em memória do acontecimento.
No contexto da Conferência Episcopal Italiana foi membro da Comissão Episcopal para a liturgia.